# Lista de aviões comerciais

## A
- Airbus A300
  - Airbus A300B1
  - Airbus A300B2
  - Airbus A300B4
  - Airbus A300-600
- Airbus A310 (Airbus A300B100)
- Airbus A318
- Airbus A319
  - Airbus A319
  - Airbus A319neo
- Airbus A320
  - Airbus A320-100
  - Airbus A320-200
  - Airbus A320neo family
- Airbus A321
  - Airbus A321-100
  - Airbus A321-200
  - Airbus A321neo
- Airbus A330
  - Airbus A330-200
  - Airbus A330-300
  - Airbus A330neo
    - Airbus A330-800neo
    - Airbus A330-900neo
- Airbus A340
  - Airbus A340-200
  - Airbus A340-300
  - Airbus A340-500
  - Airbus A340-600
- Airbus A350
  - Airbus A350-800
  - Airbus A350-900
  - Airbus A350-1000
- Airbus A380
  - Airbus A380-800
  - Airbus A380-900
  - Airbus A380plus
- Antonov An-24
- Antonov An-28
- Antonov An-38
- Antonov An-140
- Antonov An-148
- ATR 42
  - ATR 42-200
  - ATR 42-300
  - ATR 42-320
  - ATR 42-400
  - ATR 42-500
  - ATR 42-600
- ATR 72
  - ATR 72-100
  - ATR 72-200
  - ATR 72-210

## B
- BAe 146-100 / Avro RJ70
- BAe 146-200 / Avro RJ85
- BAe 146-300 / Avro RJ100
- Boeing 247
- Boeing 307 Stratoliner
- Boeing 377 Stratocuiser
- Boeing 707
- Boeing 717
- Boeing 720
- Boeing 727
- Boeing 737
  - Boeing 737-100
  - Boeing 737-200
  - Boeing 737-300
  - Boeing 737-400
  - Boeing 737-500
  - Boeing 737-600
  - Boeing 737-700
  - Boeing 737-800
  - Boeing 737-900
  - Boeing 737-900ER
  - Boeing 737-7Max
  - Boeing 737-8MAX
  - Boeing 737-9MAX
- Boeing 747
  - Boeing 747-100
  - Boeing 747-200
  - Boeing 747-300
  - Boeing 747-400
  - Boeing 747-8
- Boeing 757
  - Boeing 757-200
  - Boeing 757-300
- Boeing 767
  - Boeing 767-200
  - Boeing 767-200ER
  - Boeing 767-300ER
  - Boeing 767-400ER
- Boeing 777
  - Boeing 777-200
  - Boeing 777-200ER
  - Boeing 777-300
  - Boeing 777-200LR
  - Boeing 777-300ER
- Boeing 787 Dreamliner
  - Boeing 787-8
  - Boeing 787-9
  - Boeing 787-10
- Bombardier CRJ-100
- Bombardier CRJ-200
- Bombardier CRJ-700
- Bombardier CRJ-705
- Bombardier CRJ-900
- Bombardier CRJ-1000
- Bombardier CS100
- Bombardier CS300

## C
- Cessna 208 Caravan
- Cessna 120
  - Cessna 140
  - Cessna 150
  - Cessna 152
  - Cessna 162 Skycatcher
  - Cessna 165 Airmaster
  - Cessna 172 Skyhawk
  - Cessna 175 Skylark
  - Cessna 177 Cardinal
  - Cessna 180 Skywagon
  - Cessna 182 Skylane
  - Cessna 185 Skywagon
  - Cessna 187
  - Cessna 188 AgWagon e AgTruck
  - Cessna 190
  - Cessna 195
  - Cessna 205 Super Skywagon
  - Cessna 206 Stationair
  - Cessna 207
  - Cessna 210 Centurion
  - Cessna 303
  - Cessna 305 Birdog
  - Cessna 310
  - Cessna 320 Skynight
  - Cessna 335
  - Cessna 336
  - Cessna 337
  - Cessna 350 Corvalis
  - Cessna 400 Corvalis TT
  - Cessna 401
  - Cessna 402
  - Cessna 404
  - Cessna 406
  - Cessna 411
  - Cessna 414
  - Cessna 421
  - Cessna 425
  - Cessna 441
  - Cessna XMC
  - Cessna NGP
- Comac ARJ21
- Concorde

## D
- Dash 8 Q100
- Dash 8 Q200
- Dash 8 Q300
- Dash 8 Q400
- Donier Do-228
- Donier Do-328
- Douglas DC-2
- Douglas DC-3
- Douglas DC-4
- Douglas DC-6
- Douglas DC-7
- Douglas DC-8
- Douglas DC-9

## E
- Embraer ERJ-135

- Embraer ERJ-145
- Embraer ERJ-170
- Embraer ERJ-175
- Embraer 175-E2
- Embraer ERJ-190
- Embraer 190-E2
- Embraer ERJ-195
- Embraer 195-E2
- Embraer EMB-110 Bandeirante
- EMB-120 Brasilia
- Embraer EMB-121 Xingu
- Embraer CBA-123 Vector

## F
- Fokker F27
- Fokker F28
- Fokker 50
- Fokker 70
- Fokker 100

## H
- Hawnker-Siddeley Trident

## L
- Let L-410 Turbolet
- Ilyushin IL-12
  - ll-12A
  - ll-12B
- Ilyushin IL-14
  - ll-14
  - ll-14M
  - ll-14P

- Ilyushin IL-18

- llyushin IL-62
  - ll-62
  - ll-62M
  - ll-62MK
- llyushin IL-86
- llyushin IL-96
  - ll-96-300
  - ll-96M
  - ll-96T
  - ll-96-400
  - ll-400T
- llyushin IL-114
  - ll-114
  - ll-114-100
- Lockheed L-1011
- Lockheed L-188 Electra
- Lockheed L-10 Electra
- Lockheed JetStar
- Lockheed Constellation

## M
- McDonnell Douglas DC-10
- McDonnell Douglas MD-11
- McDonnell Douglas MD-80
- McDonnell Douglas MD-81
- McDonnell Douglas MD-82
- McDonnell Douglas MD-83
- McDonnell Douglas MD-87
- McDonnell Douglas MD-90
  - McDonnell Douglas MD-90-30
  - McDonnell Douglas MD-90-30ER
- Mitsubish Regional Jet

## S
- Saab 90 Scandia

- Saab 340
- Saab 2000
- Sunkhoi Superjet 100

## T
- Tupolev Tu-104
- Tupolev Tu-114
- Tupolev Tu-124
- Tupolev Tu-134
- Tupolev Tu-144
- Tupolev Tu-154
- Tupolev Tu-204
- Tupolev Tu-334

## V
- Vickers VC.1 Viking
- Vickers Viscont
- Vickers vanguard
- Vickers VC-10

## X
- Xian MA60

## Y
- Yakolev Yak-40
- Yakolev Yak-42

## Ver Também
- Lista de aviões